# Amy Fisher
Pour les articles homonymes, voir Fisher.
Amy Elizabeth Fisher (née le 21 août 1974 ), est une femme américaine, surnommée « la Lolita de Long Island » par les médias en 1992, lorsqu'à l'âge de 17 ans elle tira sur Mary Jo Buttafuoco, la femme de son amant Joey Buttafuoco (en), et la blessa sévèrement. Elle fut inculpée de tentative de meurtre au premier degré, mais plaida coupable d'agression au premier degré et passa 7 années en prison. Libérée sur parole en 1999, elle publia son autobiographie et devint actrice de films pornographiques.

## Biographie
En 1992, à l'âge de 17 ans, elle tire sur Mary Jo Buttafuoco, l'épouse de son amant Joey Buttafuoco, et la blesse grièvement. D'abord inculpée de tentative de meurtre avec préméditation, elle a finalement plaidé coupable de coups et blessures avec préméditation et a été condamnée à quinze ans de prison.
Après sa libération conditionnelle en 1999, elle est devenue journaliste. En 2004, elle publie ses mémoires If I Knew Then sur sa condamnation chez iUniverse. En 2007, elle entreprend une carrière de star du porno.

## Cinéma
Le film Les Valeurs de la famille Addams fait référence à Amy Fisher. Lorsque Pugsley veut échanger à Joel une carte sur les tueurs en série, il sort de sa poche la carte de la « lolita du crime » où on voit clairement son portrait et son nom.
Dans L'Affaire Amy Fisher : Désignée coupable, un téléfim de 1993 de John Herzfeld, elle est une jeune fille irresponsable et mythomane. Dans Coupable sous influence: l'affaire Amy Fisher de Fred Mollin, paru en 1992, c'est une jeune fille naïve.